# Meschers-sur-Gironde
 Meschers-sur-Gironde  es una población y comuna francesa, situada en la región de Nueva Aquitania, departamento de Charente Marítimo, en el distrito de Saintes y cantón de Cozes.

## Demografía
| 1339 | 1475 | 1546 | 1649 | 1862 | 2234 |
| Para los censos de 1962 a 1999 la población legal corresponde a la población sin duplicidades (Fuente: INSEE [Consultar]) |      |      |      |      |      |